# Cosimo de Torres
Cosimo de Torres, Cosmo, Cosmas (ur. 1584 w Rzymie, zm. 1 maja 1642 tamże) – włoski duchowny, kardynał.

## Życiorys
Bratanek kardynała Ludovica de Torresa. Za pontyfikatu Pawła V sprawował godność protonotariusza. W 1609 objął funkcję referendarza Sygnatury (trybunału sądowniczego Stolicy Apostolskiej). W 1621 został mianowany arcybiskupem adrianopolitańskim. W okresie od 17 marca 1621 do 2 grudnia 1622 był nuncjuszem apostolskim w Polsce. We wrześniu 1622, w czasie pełnienia misji w Warszawie, został mianowany przez papieża Grzegorza XV kardynałem z tytułem, od marca 1623, San Pancrazio. Podczas konklawe w 1623 brał udział w wyborze papieża Urbana VIII. We wrześniu 1624 otrzymał arcybiskupstwo Perugia wraz z nowym tytułem Santa Maria in Trastevere. W 1634 został przeniesiony na znaczniejsze arcybiskupstwo Monreale na Sycylii. W latach 1623–1642 sprawował w kurii urząd kardynała protektora Królestwa Polskiego. W latach 1634–1635 był kamerlingiem Świętego Kolegium Kardynałów. W latach 1641–1642 był kardynałem prezbiterem bazyliki Najświętszej Maryi Panny na Zatybrzu.